# 柳季日 (戈羅德尼亞區)
51°54′14″N 31°25′38″E / 51.90389°N 31.42722°E
柳季日（烏克蘭語：Лютіж），是烏克蘭北部的村莊，隸屬切爾尼希夫州的切爾尼希夫區。該村面積0.65平方公里，海拔高度143米，2006年人口44，人口密度每平方公里67.7人。